# Rhizoplagiodontia
Genre
Rhizoplagiodontia est un genre de Rongeurs de la famille des Capromyidae.
Il a été décrit pour la première fois en 1989 par le zoologiste et biologiste américain Charles Arthur Woods.

## Liste d'espèces
Selon Mammal Species of the World (version 3, 2005)  (18 janv. 2013), ITIS (18 janv. 2013) et Catalogue of Life (18 janv. 2013) :
- † Rhizoplagiodontia lemkei Woods, 1989

## Publication originale
- (en) Woods, 1989 : A new capromyid rodent from Haiti. The origin, evolution and extinction of West Indian rodents and their bearing on the origin of New World hystricognaths. Natural History Museum of Los Angeles County Science Series, n. 33, p. 59-89.